# 아트+페미니즘

아트+페미니즘(Art+Feminism, Art and Feminism)은 2014년에 시작된 위키백과에 여성 예술가에 대한 콘텐츠를 추가하기 위한 연례 전 세계 에디터톤이다. 이 프로젝트는 남성에 의해 그리고 남성에 대해 불균형하게 쓰여진 위키백과의 편향된 내용을 바로잡기 위한 노력으로 기술되었다.
2014년 아트+페미니즘의 첫 번째 캠페인에는 30개의 개별 행사에서 600명의 자원봉사자가 모였다. 이듬해에는 총 1,300명의 자원봉사자들이 4개 대륙 17개국에서 열린 70개 행사에 참석했다. 그 이후로 20,000명 이상의 사람들이 1,500개 이상의 행사에 참여했다. 이것은 100,000개 이상의 위키백과 문서에서 긍정적인 결과로 이어졌다. 18,000명 이상의 사람들이 2021년 현재 전 세계적으로 1,260개의 이벤트에 참여하여 약 84,000개의 위키백과 문서를 작성하거나 개선했다.

## 같이 보기
- 여성 역량 강화